# Grand Prix moto d'Afrique du Sud 2000
Le  Grand Prix moto d'Afrique du Sud 2000 est la première manche du championnat du monde de vitesse moto 2000. La compétition s'est déroulée du 17 au 19 mars 2000 sur le Phakisa Freeway.
C'est la 6e édition du Grand Prix moto d'Afrique du Sud.

## Classement 500 cm3
| Pos  | Pilote              | Constructeur | Temps/Écart     | Points |
| ---- | ------------------- | ------------ | --------------- | ------ |
| 1    | Garry McCoy         | Yamaha       | 45 min 38 s 775 | 25     |
| 2    | Carlos Checa        | Yamaha       | +0 s 366        | 20     |
| 3    | Loris Capirossi     | Honda        | +1 s 590        | 16     |
| 4    | Alex Barros         | Honda        | +9 s 745        | 13     |
| 5    | Àlex Crivillé       | Honda        | +10 s 253       | 11     |
| 6    | Kenny Roberts Jr    | Suzuki       | +15 s 853       | 10     |
| 7    | Norifumi Abe        | Yamaha       | +24 s 228       | 9      |
| 8    | Nobuatsu Aoki       | Suzuki       | +26 s 719       | 8      |
| 9    | Régis Laconi        | Yamaha       | +36 s 231       | 7      |
| 10   | Jurgen vd Goorbergh | TSR-Honda    | +37 s 613       | 6      |
| 11   | José Luis Cardoso   | Honda        | +1 min 04 s 044 | 5      |
| 12   | Sébastien Gimbert   | Honda        | +1 min 14 s 912 | 4      |
| 13   | Yoshiteru Konishi   | TSR-Honda    | +1 min 30 s 049 | 3      |
| 14   | Shane Norval        | Honda        | +1 min 32 s 776 | 2      |
| 15   | David de Gea        | Modenas      | +1 tour         | 1      |
| Abd. | Valentino Rossi     | Honda        | Abandon         |        |
| Abd. | Tadayuki Okada      | Honda        | Abandon         |        |
| Abd. | Tetsuya Harada      | Aprilia      | Abandon         |        |
| Abd. | Jeremy McWilliams   | Aprilia      | Abandon         |        |
| Abd. | Sete Gibernau       | Honda        | Abandon         |        |
| Abd. | Max Biaggi          | Yamaha       | Abandon         |        |

## Classement 250 cm3
| Pos   | Pilote             | Constructeur | Temps/Écart     | Points |
| ----- | ------------------ | ------------ | --------------- | ------ |
| 1     | Shinya Nakano      | Yamaha       | 42 min 34 s 085 | 25     |
| 2     | Daijiro Kato       | Honda        | +0 s 875        | 20     |
| 3     | Tohru Ukawa        | Honda        | +13 s 813       | 16     |
| 4     | Olivier Jacque     | Yamaha       | +30 s 687       | 13     |
| 5     | Anthony West       | Honda        | +47 s 621       | 11     |
| 6     | Franco Battaini    | Aprilia      | +47 s 705       | 10     |
| 7     | Ralf Waldmann      | Aprilia      | +58 s 221       | 9      |
| 8     | Sebastian Porto    | Yamaha       | +1 min 02 s 190 | 8      |
| 9     | Jason Vincent      | Honda        | +1 min 07 s 732 | 7      |
| 10    | Naoki Matsudo      | Yamaha       | +1 min 09 s 269 | 6      |
| 11    | Jamie Robinson     | Aprilia      | +1 min 23 s 219 | 5      |
| 12    | Alex Debón         | Aprilia      | +1 min 25 s 538 | 4      |
| 13    | Marco Melandri     | Aprilia      | +1 min 29 s 763 | 3      |
| 14    | Klaus Nohles       | Aprilia      | +1 min 31 s 878 | 2      |
| 15    | Roberto Rolfo      | TSR-Honda    | +1 tour         | 1      |
| 16    | David Checa        | TSR-Honda    | +1 tour         |        |
| 17    | Jarno Janssen      | TSR-Honda    | +1 tour         |        |
| 18    | Mike Baldinger     | Yamaha       | +1 tour         |        |
| Abd.  | Lucas Oliver Bulto | Yamaha       | Abandon         |        |
| Abd.  | Alex Hofmann       | Aprilia      | Abandon         |        |
| Abd.  | Ivan Clementi      | Aprilia      | Abandon         |        |
| Abd.. | Shahrol Yuzy       | Yamaha       | Abandon         |        |
| Abd.  | David Garcia       | Aprilia      | Abandon         |        |
| Abd.  | Adrian Coates      | Aprilia      | Abandon         |        |
| Abd.  | Johann Stigefelt   | TSR-Honda    | Abandon         |        |
| Abd.  | Fonsi Nieto        | Yamaha       | Abandon         |        |
| Abd.  | Luca Boscoscuro    | Aprilia      | Abandon         |        |

## Classement 125 cm3
| Pos  | Pilote             | Constructeur | Temps/Écart     | Points |
| ---- | ------------------ | ------------ | --------------- | ------ |
| 1    | Arnaud Vincent     | Aprilia      | 41 min 35 s 310 | 25     |
| 2    | Mirko Giansanti    | Honda        | +1 s 937        | 20     |
| 3    | Emilio Alzamora    | Honda        | +2 s 057        | 16     |
| 4    | Roberto Locatelli  | Aprilia      | +2 s 362        | 13     |
| 5    | Noboru Ueda        | Honda        | +4 s 566        | 11     |
| 6    | Steve Jenkner      | Honda        | +11 s 073       | 10     |
| 7    | Gianluigi Scalvini | Aprilia      | +11 s 187       | 9      |
| 8    | Ivan Goi           | Honda        | +11 s 504       | 8      |
| 9    | Masao Azuma        | Honda        | +37 s 723       | 7      |
| 10   | Gino Borsoi        | Aprilia      | +39 s 819       | 6      |
| 11   | Lucio Cecchinello  | Honda        | +39 s 887       | 5      |
| 12   | Simone Sanna       | Aprilia      | +39 s 964       | 4      |
| 13   | Angel Nieto Jr     | Honda        | +40 s 474       | 3      |
| 14   | Randy de Puniet    | Aprilia      | +41 s 118       | 2      |
| 15   | Pablo Nieto        | Derbi        | +52 s 411       | 1      |
| 16   | Alex De Angelis    | Honda        | +52 s 639       |        |
| 17   | Reinhard Stolz     | Honda        | +1 min 22 s 243 |        |
| 18   | Adrian Araujo      | Honda        | +1 min 27 s 527 |        |
| 19   | William De Angelis | Aprilia      | +1 min 27 s 811 |        |
| 20   | Max Sabbatani      | Honda        | +1 min 28 s 093 |        |
| 21   | Marco Petrini      | Aprilia      | +1 min 28 s 449 |        |
| 22   | Leon Haslam        | Italjet      | +1 min 28 s 648 |        |
| 23   | Toni Elías         | Honda        | +1 min 47 s 350 |        |
| Abd. | Jaroslav Huleš     | Italjet      | Abandon         |        |
| Abd. | Youichi Ui         | Derbi        | Abandon         |        |